# Futsal-Ozeanienmeisterschaft 2009
Die Futsal-Ozeanienmeisterschaft 2009 fand in Suva, Fidschi vom  7. Juli bis zum 11. Juli 2009 statt. Es war die sechste Meisterschaft.
Die Salomon-Inseln wurden zum zweiten Mal Meister und konnten damit ihren Titel verteidigen.
Im Spiel zwischen den Salomonen und Neukaledonien schoss der Kapitän der Salomonen Elliot Ragomo das schnellste Tor das jemals in einem offiziellen Futsalspiel geschossen wurde.

## Spiele

### Vorrunde
| Pl. | Verein        | Sp. | S | U | N | Tore    | Diff. | Punkte |
| --- | ------------- | --- | - | - | - | ------- | ----- | ------ |
| 1.  | Salomonen     | 3   | 3 | 0 | 0 | 024:600 | +18   | 09     |
| 2.  | Fidschi       | 3   | 2 | 0 | 1 | 008:700 | +1    | 06     |
| 3.  | Neukaledonien | 3   | 1 | 0 | 2 | 009:150 | −6    | 03     |
| 4.  | Vanuatu       | 3   | 0 | 0 | 3 | 005:180 | −13   | 0      |

### Spiel um Platz 3
Vanuatu 6-2  Neukaledonien

### Finale
Salomonen 8-1  Fidschi